# Ankova
Ankova este un gen de molii din familia Lymantriinae.

## Specii
- Ankova belessichares (Collenette, 1936)
- Ankova lignea (Butler, 1879)